# Гриффитс, Филипп
Филипп Гриффитс (англ. Phillip Augustus Griffiths; род. 18 октября 1938, Роли (Северная Каролина)) — американский математик-геометр. Доктор философии, эмерит-профессор Института перспективных исследований в Принстоне, его директор в 1991—2003 годах. Член Национальной академии наук США (1979), Американского философского общества (1992), а также Академии деи Линчеи, иностранный член РАН. В 2008 году награждён премией Вольфа (совместно с Делинем и Мамфордом); дважды лауреат премии Стила (1971, 2014).

## Биография
Родился в городе Роли (Северная Каролина); для получения высшего образования поступил в Университет Уэйк-Форест. В 1959 году получил степень бакалавра и перешёл в Принстонский университет. На первом году обучения там его научным руководителем стал Дональд Спенсер. Позднее Ф. Гриффитс вспоминал, что наибольшее влияние на его учёбу в этот период времени оказала книга Германа Вейля Die Idee der Riemannschen Fläche, работы Эли Картана и записки лекций Черна о комплексных многообразиях.
В 1962 году защитил диссертацию On Certain Homogeneous Complex Manifolds, и получил степень Ph.D. Работал в Калифорнийском университете в Беркли (1964-1967), преподавал математику в Принстонском (1967—1972) и Гарвардском (1972—1983) университетах, и в Университете Дьюка (1983—1991). С 1991 по 2003 год директор Института перспективных исследований в Принстоне, и до 2009 года профессор математики там же. По состоянию на 2014 год он возглавляет Science Initiative Group — организацию, ставящую своей целью увеличение научного и инженерного потенциала развивающихся стран при помощи инновационных программ (например, программы Regional Initiative in Science and Education в Африке).
Является членом Американской академии искусств и наук. В 1995—1998 годах возглавлял программный комитет Международного конгресса математиков, в 1999—2006 годах был секретарём Международного математического союза. Действительный член Американского математического общества (2012).
В 1958 году женился на Энн Лейн Криттенден, двое детей. В 1967 году развёлся и через год женился на Мэриен Джонс.
Основные работы относятся к алгебраической и дифференциальной геометрии, а также к исследованию дифференциальных уравнений в частных производных. Является одним из создателей теории вариаций структур Ходжа. Кроме того, он успешно использовал аппарат внешних дифференциальных систем Эли Картана для изучения дифференциальных уравнений в частных производных. Также Гриффитс является автором большого количества обзорных книг и статей, особенно известна его книга Principles of Algebraic Geometry (в соавторстве с Джозефом Харрисом).
Отличия
- Премия Стила (1971, 2014)
- Премия имени Дэнни Хайнемана (1979)
- Премия Вольфа (2008)
- Медаль Брауэра (2008)
- Премия Черна (2014)

## Избранные работы
- Гриффитс Ф., Харрис Дж. Принципы алгебраической геометрии. — М.: Мир, 1982. — 259 + 188 с.
- Phillip Griffiths. Introduction to Algebraic Curves. — AMS, 1989. — ISBN 0821845306.
- Phillip Griffiths. Topics in Transcendental Algebraic Geometry. — Princeton University Press, 1984. — ISBN 0691083355.
- Phillip Griffiths. Exterior Differential Systems and the Calculus of Variations. — Birkhäuser, 1983. — ISBN 3764331038.
- Phillip Griffiths. Entire Holomorphic Mappings in One and Several Complex Variables. — ISBN 0691081719.